# Syzygium leptostachyum
Syzygium leptostachyum är en myrtenväxtart som först beskrevs av Carl Ludwig von Blume, och fick sitt nu gällande namn av Elmer Drew Merrill och Lily May Perry. Syzygium leptostachyum ingår i släktet Syzygium och familjen myrtenväxter. Inga underarter finns listade i Catalogue of Life.